# Dự toán (quản lý dự án)
Trong quản lý dự án (tức là, cho kỹ thuật), ước lượng chính xác là cơ sở của âm thanh lập kế hoạch dự án. Nhiều tiến trình đã được phát triển để hỗ trợ các kỹ sư lập dự toán chính xác, chẳng hạn như:
- Tương tự dựa trên dự toán
- Compartmentalization (tức là, phân tích về nhiệm vụ)
- Phương pháp Delphi
- Tài liệu kết quả dự toán
- Học vấn giả định
- Ước tính mỗi công việc
- Kiểm tra dữ liệu lịch sử
- Xác định phụ thuộc
- Dự toán tham số
- Đánh giá rủi ro
- Cấu trúc quy hoạch

Các quá trình lập dự toán phổ biến đối với các dự án phần mềm bao gồm:
- COCOMO
- Cosysmo
- Phương pháp luận chuỗi sự kiện
- Các điểm chức năng
- Đánh giá chương trình và xem xét kỹ thuật (PERT)
- Ước tính dựa trên Proxy (PROBE) (trình phần mềm cá nhân)
- The Game Kế hoạch (Lập trình cực đoan)
- Trọng điểm Chức năng Micro (WMFP)
- Wideband Delphi